# Frida Andersén
Frida Andersén, född 9 juni 1990 i Hofors, är en svensk ryttare som tävlar i fälttävlan. Hon tävlar för Hofors ridsällskap. Hon red i det svenska laget som tog silver vid 
Europamästerskapen i fälttävlan 2013 i Malmö, hon kom på en individuell nionde plats. Hon deltog i Olympiska sommarspelen 2016 i Rio de Janeiro men efter att Herta ådragit sig en skada under terrängmomentet av fälttävlan så kom hon inte till start i hoppningen. Herta har därefter inte kommit tillbaka till tävlingsbanorna utan är numera ett avelssto och fick sitt första föl 2018.

## Hästar
- Box Leo (valack född 2010), Brunt svenskt varmblod e. Jaguar Mail u. Box Qutie ue. Quite Easy
- Box Compris (sto född 2014), Brunt svenskt varmblod e. Iowa u. Box Compromiss ue. Common Sense
- Stonehavens Baby Blue (sto född 2014), skimmel irländsk sporthäst e. Bonmahon Master Blue u. Hugginstown Betty ue. Carrick Diamond Lad

### Tidigare
- Herta (sto född 2002), Brunt Svenskt varmblod e:Cortus u. Herica ue. Krius xx[3]
- Pirat 325 (hingst född 2008), Brunt Svenskt varmblod e:Empire u. Air ue. A'Khan Z[4]